# 포스 오브 네이쳐 (2020년 영화)
《포스 오브 네이쳐》(영어: Force of Nature)는 2020년 공개된 미국의 액션 영화이다. 감독은 마이클 폴리시이고, 에밀 허시, 케이트 보즈워스, 멜 깁슨, 데이비드 제이어스, 스테파니 카요가 출연한다. 푸에르토리코를 배경으로, 허리케인이 휘몰아 치는 와중 미술품을 훔치려는 범죄 조직과 경찰들의 싸움을 그린다.

## 줄거리
푸에르토리코에 허리케인이 다가오면서 대피령이 내려진 가운데, 도둑 존은 그림을 훔친다. 경찰관 카르디요와 페냐는 아직 집에 남아있는 사람들을 대피시키려 나선다. 시장에서 고기를 전부 사들인 그리핀과 다른 손님 사이에 싸움이 벌어지고, 경찰은 그리핀을 대피소로 데려가려 하지만 그리핀은 자신의 고양이에게 먹이를 줘야 한다며, 아파트에 나가지 않으려는 노인과 은퇴한 경찰관이 있다고 주장한다.
경찰은 은퇴 경찰관 레이를 대피시키기 위해 아파트로 향하지만, 레이는 떠나기를 거부한다. 그의 딸 트로이는 병원에 자리가 있으니 걱정말라지만, 그는 투석기가 작동하지 않을까 봐 두려워한다. 카르디요는 트로이와 함께 역시 대피를 거부하는 노인 베르크캄프의 아파트로 향한다. 그러던 중 카르디요는 아파트 관리인이 존에게 총에 맞아 죽는 것을 목격한다. 그들은 그리핀의 아파트로 피신하고, 도둑들은 베르크캄프의 금고를 털기 위해 노력하며, 건물 내 사람들을 쫓아 계단으로 올라오지만 놓친다.
그리핀의 아파트에 도착한 일행은, 그리핀이 고양이를 가두어둔 방에 들어가려고 하자 문을 열어주기를 거부한다. 카르디요는 결국 그리핀을 설득하고, 경찰 무전이 허리케인 때문에 작동하지 않는 상황에서 그리핀의 호랑이가 방에서 탈출한다. 카르디요는 부상당한 그리핀을 치료하려는 트로이에게 의료 용품을 구해다 주려 한다. 도둑들이 계단을 감시하고 있어, 그들은 엘리베이터 대신 건물 외벽을 타고 이동한다.
페냐는 도둑들의 존재를 모른 채 복도로 나갔다가 붙잡혀 카르디요와 베르크캄프의 위치를 묻는 위협을 받는다. 레이가 도둑을 사살하지만, 도둑들은 베르크캄프의 아파트를 털고 금고를 열려고 한다. 카르디요와 트로이가 외벽을 오르다 도둑들의 총격을 받자, 카르디요는 도둑 한 명을 죽이고 다른 아파트로 피신한다.
페냐와 레이는 무기를 찾고 도둑들을 쫓지만, 도둑에게 발각되어 무기를 빼앗긴다. 페냐가 도둑을 죽이지만, 레이는 총에 맞는다. 존은 레이에게 치명상을 입히고 페냐를 붙잡는다. 카르디요와 트로이는 부상당한 레이를 돕지만 그는 결국 죽는다. 그들은 다시 그리핀의 아파트로 돌아오지만 그리핀은 출혈 과다로 죽어간다.
존은 페냐를 잡고 카르디요와 베르크캄프를 찾는다. 존이 찾고 있던 그림은 건물 안에 있다는 것이 드러나고, 허리케인 눈에 들어오자 무전이 잠시 작동한다. 존은 카르디요에게 연락해 베르크캄프와 그림을 요구한다. 카르디요는 그들과 만나 그림을 보여주지만, 존은 베르크캄프를 죽이고 경찰 밴 열쇠와 카르디요의 제복을 훔쳐 달아나려 한다. 카르디요는 존에게 그림이 다른 아파트에 있다고 속이고, 그들은 그림을 찾으러 간다.
트로이와 그리핀은 의료 지원을 받기 위해 나섰다가 도둑들에게 쫓겨 물에 잠긴 지하 아파트로 피신한다. 트로이는 물속으로 들어가 출구를 찾아 그리핀을 구출한다. 존은 그리핀의 아파트로 끌려가고, 그곳에 숨겨진 2억 달러짜리 그림을 찾아내려다 그리핀의 호랑이에게 죽임을 당한다.

## 출연
- 케이트 보즈워스 - 트로이
- 에밀 허시 - 카르디요
- 멜 깁슨 - 레이
- 스테파니 카요 - 제스
- 데이비드 제이어스 - 존
- 재스퍼 폴리시 - 재스민
- 윌 캐틀릿 - 그리핀
- 스벤 테멜 - 호지스
- 타일러 존 올슨 - 딜런
- 호르헤 루이스 라모스 - 버그캠프
- 블라스 시엔 디아스 - 미그스
- 제시 맥키니 - 바비
- 레이 헤르난데즈 - 커닝엄

## 제작과 개봉
2019년 5월 케이트 보즈워스, 멜 깁슨과 마이클 폴리시, 코리 밀러 등의 제작진이 발표되었다. 같은 해 6월부터 9월까지 에밀 허시, 스테파니 카요, 데이비드 제이어스, 재스퍼 폴리시 등의 출연진이 캐스팅되었다. 촬영은 2019년 7월 시작되었다. 촬영지는 영화의 주요 배경인 푸에르토리코의 미라마르(Miramar)와 과이나보(Guaynabo) 지역이다. 제작비는 2천 3백만 달러인데, 이 중 1천 5백만 달러가 로케이션 촬영에 쓰였다.
2020년 4월 라이언스게이트에서 배급권을 획득했고, 2020년 6월 30일 VOD와 DVD, 블루레이 등 2차 매체로 공개되었다. 대한민국에서는 풍경소리에서 수입하였고, 2020년 7월 1일 전국 46개관에서 개봉하였다.